# Biskupi Hà Tĩnh
Biskupi Hà Tĩnh – biskupi diecezjalni diecezji Hà Tĩnh.

## Biskupi

### Biskupi diecezjalni
| Lata urzędowania | Biskup | Biskup                  | Uwagi                                                                                          |
| ---------------- | ------ | ----------------------- | ---------------------------------------------------------------------------------------------- |
| 2019–2021        |        | Paul Nguyễn Thái Hợp OP |                                                                                                |
|                  |        | Louis Nguyễn Anh Tuấn   | administrator apostolski sede vacante w latach 2021–2023, następnie biskup diecezjalny Hà Tĩnh |
| od 2023          |        | Louis Nguyễn Anh Tuấn   |                                                                                                |